# Vía verde Ruta de la Plata
La Vía Verde Ruta de la Plata, oficialmente denominada Camino Natural Vía Verde de la Plata desde 1993, es una vía verde resultado del acondicionamiento del trazado de la antigua línea Plasencia-Astorga, que unía los municipios de Malpartida de Plasencia y Astorga, y que en el año 1996 fue clausurado.
Pertenece a la Red de Caminos Naturales, una marca registrada en la Oficina Española de Patentes y Marcas a favor del Ministerio de Agricultura, Pesca y Alimentación (Marca Nacional Multiclase N.º 2.899.840), Ministerio que se encarga de la recuperación de antiguas infraestructuras relacionadas con el transporte y la comunicación, que actualmente se encuentran en desuso o en estado de abandono, para su uso senderista y ciclista.

## Localización
Este itinerario atraviesa las comunidades autónomas de Extremadura y Castilla y León, más concretamente las provincias de Cáceres, Salamanca y Zamora.
El recorrido cruza gran parte del oeste peninsular y, actualmente, cuenta con más de 110 km habilitados, de los 347 km de longitud que componían originalmente la vía y que partía desde Palazuelo (Cáceres) y Astorga (León), pasando por Plasencia, Béjar, Alba de Tormes, Salamanca, Zamora, Benavente y La Bañeza. Se dividen en 5 tramos o etapas. Aunque se prevé la próxima anexión de un tramo más, entre las localidades salmantinas de Navalmoral de Béjar y Alba de Tormes.

## Historia
La construcción de este ferrocarril, también conocida como línea Palazuelo-Astorga,  fue un proyecto de finales del siglo XIX y se prolongó durante tres años. 

#### Antecedentes
En un principio se proyectó la construcción de diferentes tramos independientes, que posteriormente acabarían unificándose en una única línea. 
En el año 1870 el Gobierno sacó a subasta pública la construcción de los tramos entre Zamora y Astorga y entre Malpartida de Plasencia y Salamanca. Pero en 1882 la zona de Astorga prevista para la construcción de la vía se declara de interés público, por lo que se acabarían derogando ambos proyectos. Finalmente, fue inaugurado el 21 de junio de 1896. 
Se trataba de poner en servicio una línea transversal por el oeste de España, que llegó a formar la línea de ferrocarril Ruta de la Plata, conectando Gijón con Sevilla. Al mismo tiempo, esa ruta servía de unión en Astorga con la línea de León a La Coruña, y en Palazuelo-Empalme con la línea de Madrid a Cáceres y Portugal.
En un principio construida por la iniciativa privada con subvención del estado, la línea pasó en 1928 a ser de titularidad pública.
En el año 1985 se cerró al tráfico de viajeros y en 1996 se suspendió también el tráfico de mercancías. Queda solamente en servicio el tramo de 16,7 km entre la actual estación de Monfragüe (antes Plasencia-Empalme o Palazuelo-Empalme) y Plasencia.

#### Línea Palazuelo - Astorga
La línea Plasencia-Astorga es una vía que formó parte del proyecto de línea transversal Sevilla-Gijón. Esta sirvió de empalme con otras líneas ferroviarias como la línea Madrid-Valencia de Alcántara (en Malpartida de Plasencia) o la línea León-La Coruña (en Astorga). Así como conectaba con las líneas: Medina del Campo-Villar Formoso, Ávila-Salamanca, Medina del Campo-Zamora y Zamora-A Coruña. 
En 1893 se termina la construcción del tramo Plasencia-Hervás y un año después se añade el tramo Hervás-Béjar. En abril de 1896 la línea se expande hasta Salamanca. Los 185 kilómetros restantes, que corresponderían al tramo Salamanca-Astorga, se inaugurarían en junio de ese mismo año, completando así el recorrido de la línea.
Un recorrido total que alcanzó los 347,5 kilómetros y fue inaugurado oficialmente en julio de 1896, aunque algunos tramos ya estaban abiertos al tráfico.
En 1941, con la nacionalización de toda la red ferroviaria de ancho ibérico, la línea pasó a formar parte de la Red Nacional de los Ferrocarriles Españoles (RENFE).
Posteriormente, durante la década de 1970 la línea Plasencia-Astorga atravesó un fuerte declive debido al envejecimiento de sus infraestructuras, lo que obligó a limitar la velocidad de los trenes que circulaban por ella. Estas restricciones significaron la reducción del tráfico en la línea, la cual no pudo competir con la mayor rentabilidad y velocidad que aportaba el transporte por carretera.

#### Clausura
Por ser una línea deficitaria, RENFE suprime en 1985 los servicios de pasajeros en el tramo Plasencia-Astorga, aunque el transporte de mercancías se mantuvo hasta septiembre de 1996. En la actualidad, tan solo se mantienen activos los tramos Monfragüe-Plasencia, Salamanca-Valdunciel y Astorga-La Bañeza.

## Nombre
El Camino Natural Vía de la Plata recibe su nombre de una antigua calzada romana que unía las poblaciones hispanorromanas de Augusta Emerita (Mérida), y Asturica Augusta, actual Astorga. Esta antigua ruta atravesaba de norte a sur el oeste peninsular y es desde hace miles de años una de las principales vías de comunicación del país, convirtiéndose en el eje vertebrados del occidente español.

## Descripción
La vía verde no está completada todavía, es decir, no todo el recorrido del tren Plasencia-Astorga se ha acondicionado y convertido en vía verde. Se encuentra dividida en 6 tramos, de los cuales falta por finalizar el comprendido entre Navalmoral de Béjar a Alba de Tormes.
A medio plazo, se espera acondicionar toda la ruta y posibilitar una senda ininterrumpida de 330 km desde la ciudad de Plasencia a la ciudad de Astorga.
Este camino natural se cruza en diferentes ocasiones, e incluso comparte trazado, con la llamada Vía de la Plata, originada en la antigua calzada romana que unía las poblaciones de Mérida y Astorga. Asimismo, alguna parte del recorrido de la vía verde, es utilizado en el itinerario de la senda EuroVelo 1, que viene desde el norte de Europa y atraviesa el oeste de España.
En enero de 2023, los tramos acondicionados como vía verde son los siguientes:

### Tramo 1: Plasencia - Jarilla
Es un camino acondicionado de 23,8 km de largo, que va desde la antigua estación de Plasencia, aún en servicio, y finaliza tras pasar el municipio de Jarilla, conectando con el siguiente tramo en Casas del Monte.
Su trazado supera las laderas graníticas del río Jerte, pobladas de matorral mediteráneo, y el arroyo Berrocalillo, mediante dos vistosos puentes, ambos en el término de Plasencia y el arroyo de la Oliva, en el término de Oliva de Plasencia. También atraviesa el Paisaje Protegido Monte Valcorchero, uno de los paisajes protegidos de Extremadura, además desde su trazado próximo a Plasencia se pueden contemplar unas vistas espectaculares del casco histórico de Plasencia.
Están previstas actuaciones por parte de la Junta de Extremadura para la rehabilitación de varias de las antiguas estaciones ferroviarias por las que transcurre esta vía, además de nuevas zonas de descanso y un mirador experiencial sobre el río Jerte junto al Puente de Hierro en Plasencia.

### Tramo 2: Casas del Monte - Hervás
Es un camino acondicionado de 21 km de largo, que empieza a 22 km al norte de Plasencia, en Casas del Monte, y finaliza en la estación de Hervás, en las inmediaciones del límite municipal con Baños de Montemayor.
A lo largo del recorrido destacan olivares y las dehesas de encinas, alcornoques y fresnos, así como pastos empleados para el ganado bovino y ovino, y alguno de los castañares más importantes de la provincia de Cáceres.

### Tramo 3: Baños de Montemayor - Béjar
Este tramo de 21,2 kilómetros se inicia en Baños de Montemayor y finaliza en el límite municipal entre Béjar y Navalmoral. 
A lo largo de su recorrido esta parte del itinerario cruza el límite autonómico entre Cáceres y Salamanca. Un tramo poblado de densos bosques mixtos de caducifolios, compuestos de robles, castaños, arces, fresnos, serbales y avellanos, acompañados de prados y dehesas de melojo. 
Senda de tierra compactada, desde Casas del Monte (Cáceres) hasta Béjar (Salamanca). En este camino hay 3 túneles (con luz), un viaducto y una pasarela. En la ruta, se han mantenido algunos elementos del viejo ferrocarril, tales como semáforos o cambios de aguja, y se han recuperado tres estaciones para usos turísticos (Hervás, Puerto de Béjar y Béjar).
La vía pasa por trincheras, olivares, zonas de pasto con casas de campo, dehesas y algún bosque.

### Tramo 4: Navalmoral de Béjar - Alba de Tormes (próximamente)
Este tramo, de 56,5 km entre Béjar y Alba de Tormes, se encuentra en estudio el acondicionamiento, lo que servirá para conectar el resto de tramos.

### Tramo 5: Alba de Tormes - Carbajosa de la Sagrada (Salamanca)
Es un camino acondicionado de 20,2 km de largo, que empieza en el área de descanso de la estación de Alba de Tormes, al sur de esta población, y termina a las afueras de la ciudad de Salamanca, en el polígono industrial de Carbajosa de la Sagrada.
A lo largo de su recorrido se entremezclan pastos, campos de cultivos, dehesas de encinas y paisajes de matorral compuestos por cantuesos, romero y tomillo. Además, en la zona se pueden avistar ejemplares de milano real y águila culebrera.
Senda de tierra compactada que cruza por el Campo Charro. Paisaje de ribera junto al río Tormes y kilómetros de dehesa hacia el norte. Cerca ya de Salamanca, aparecen los campos de cereales. 
Antes de llegar a la capital, se cruza un territorio que, el día 22 de julio de 1812, fue escenario de la importante batalla de los Arapiles, en la Guerra de la Independencia Española.

### Tramo 6: Barcial del Barco - Maire de Castroponce / Pobladura del Valle
Es un camino acondicionado de 24,8 km de largo, que empieza en la antigua estación de Barcial del Barco, en las afueras de la localidad, y finaliza en el límite provincial entre Zamora y León, poco después de superar la estación de Pobladura del Valle, ya en el término municipal zamorano de Maire de Castroponce.
Senda de tierra compactada que cruza los valles del río Esla y del río Órbigo, con un paisaje de tierras de cultivo, con campos de cultivo dedicados principalmente a la producción de maíz o girasol, entremezclado con bosques de ribera. A su paso por Benavente, la antigua estación se ha recuperado como albergue y en su entorno, dentro de un espacio ajardinado, se han manteniendo restos de la infraestructura ferroviaria.

## Hábitat
En cuanto al hábitat presente en el recorrido, cabe destacar que la vía verde atraviesa o discurre en las proximidades de 8 espacios naturales protegidos. Entre esos espacios, destacan:
- Reserva de la Biosfera Sierras de Béjar y Francia, con sus bosques de roble y encina. También, zonas de dehesa, con encinas, robles y fresnos, más algunos bosques de castaños. No hay ninguna población en su interior. En cuanto a la fauna, destacan la colmilleja del Alagón y la lagartija de la Peña de Francia, así como el buitre leonado, el águila perdicera, la cigüeña negra o la salamandra. Asimismo, se ven por la zona otras especies como el jabalí, el ciervo o el lince ibérico.
- Castañar Gallego, en la zona de Hervás, es un extenso y cuidado bosque de castaño. Además de esta especie, se puede destacar la existencia de orquídeas.
- Riberas del río Tormes y afluentes, en la subcuenca de dicho río, en el entorno de Alba de Tormes y Salamanca. Bosques en galería en los márgenes fluviales, tierras de cultivo y meandros. Cerca del río, en algunas zonas, es posible observar el vuelo de milanos reales, águilas culebreras o urracas. 
Finalmente, destacar la existencia en Béjar de un cedro centenario, que tiene 9 m de contorno y más de 20 m de altura, con una historia particular ligada a la construcción del antiguo ferrocarril de esta vía verde.

## Otros datos de interés
El trayecto entre Puerto de Béjar (Salamanca) y Aldeanueva del Camino (Cáceres) de la vía verde Ruta de la Plata, se incluye en el recorrido planificado de la ruta EuroVelo 1, que forma parte de la red de rutas ciclistas europeas de larga distancia EuroVelo.